# Старый Ашап
Старый Ашап — деревня в Бардымском районе Пермского края при впадении реки Ашап в Тулву. Входит в состав Тюндюковского сельского поселения.
По результатам переписи 2010 года численность населения составила 46 человек, в том числе 20 мужчин и 26 женщин.
В 2005 году численность населения составляла 66 человек.
Находится примерно в 14 км к югу от центра села Барда.